# Hirao (Yamaguchi)
Hirao (平生町 Hirao-chō?) es un pueblo localizado en la prefectura de Yamaguchi, Japón. Tiene una población estimada, a fines de 2021, de 11 385 habitantes.
Su área total es de 34,59 km².

## Geografía

### Localidades circundantes
- Prefectura de Yamaguchi
  - Kaminoseki
  - Tabuse
  - Yanai

## Demografía
Según los datos del censo japonés, esta es la población de Hirao en los últimos años.
| Año del censo | Población |
| ------------- | --------- |
| 1995          | 14.618    |
| 2000          | 14.580    |
| 2005          | 14.203    |
| 2010          | 13.491    |
| 2015          | 12.798    |
| 2021 (est.)   | 11.385    |